# Live Oak (Flórida)
Live Oak é a única cidade localizada no estado americano da Flórida, no condado de Suwannee, do qual é sede. Foi incorporada em 1878.

## Geografia
De acordo com o United States Census Bureau, a cidade tem uma área de 19,6 km², onde todos os 19,6 km² estão cobertos por terra.

### Localidades na vizinhança
O diagrama seguinte representa as localidades num raio de 40 km ao redor de Live Oak.

## Demografia
Segundo o censo nacional de 2010, a sua população é de 6 850 habitantes e sua densidade populacional é de 349,4 hab/km², o que a torna a localidade mais populosa e mais densamente povoada do condado de Suwannee. Além disso é também a que, em 10 anos, teve o maior crescimento populacional do condado. Possui 2 951 residências, que resulta em uma densidade de 150,5 residências/km².